# Festo (Esperanto)
Festo is een Esperanto-bijeenkomst die jaarlijks  tijdens de zomer wordt georganiseerd door de Franse Esperanto-Jongeren. Het woord 'festo' betekent in het Esperanto 'feest'.
De eerste Festo vond plaats in 1996 in Lyon. In 1997 was het Zuid-Franse Saint Rafaël aan de beurt. In het jaar 2000 werd Festo vervangen door de Solidaire Dagen in Saint Chamond. Ook in 2001 ging Festo niet door, omdat toen het Internationale Jongerencongres in Frankrijk plaatsvond.
In 2002 werd Festo gevierd in kasteel Grésillon in het Westen van Frankrijk. Op het programma stond eenvoudigweg 'feesten'. Er vonden onder andere concerten plaats, een foto-atelier, een bezoek aan een kerk in de buurt, enz.
In 2003 vond Festo plaats in Paimpol, Bretagne.
In 2004 vond Festo plaats in Orléans.